# AB・デ・ヴィリアーズ
エイブラハム・ベンジャミン・デ・ヴィリアーズ（英: Abraham Benjamin de Villiers、1984年2月17日 - ）は、南アフリカ共和国・ベラ・ベラ出身の元プロクリケット選手。元南アフリカ代表。世界的なバッターであり、ポジションはウィケットキーパー。

## 概要
2010年代を代表するクリケット選手の一人であり、クリケットのバイブルとして知られるウィズデン・クリケッターズ・アルマナックによって、2010年代を代表する5人のクリケット選手の一人に選出された。
非常に人気の高い選手であり、自身のInstagram公式アカウントのフォロワー数が2024年時点で2,500万を超えている。